# Prosphaerosyllis longicauda
Prosphaerosyllis longicauda är en ringmaskart som först beskrevs av Webster och Benedict 1887.  Prosphaerosyllis longicauda ingår i släktet Prosphaerosyllis och familjen Syllidae. Inga underarter finns listade i Catalogue of Life.